# 11・25自決の日 三島由紀夫と若者たち
『11・25自決の日 三島由紀夫と若者たち』（じゅういってんにいご じけつのひ みしまゆきおとわかものたち）は、2012年（平成24年）6月2日公開の日本映画。監督・若松孝二。主演・井浦新。
数々の名作と伝説を残し、1970年（昭和45年）11月25日に自衛隊の目の前で衝撃的な割腹自決を遂げた三島由紀夫と、三島に全存在をかけた森田必勝と楯の会。いったい三島由紀夫は何を表現したかったのかを、若松孝二が現代日本に問うた作品。
2012年の第65回カンヌ国際映画祭・ある視点部門の正式招待作品となった。

## ストーリー
『仮面の告白』『潮騒』『金閣寺』『憂国』『サド侯爵夫人』など、数々の名作を著し三島由紀夫（井浦新）はノーベル賞候補と目される文豪になっていた。その一方で、学生運動全盛期の1968年（昭和43年）、三島は民族派の学生らとともに民兵組織・楯の会を結成。有事の際には自衛隊とともに治安出動し、自衛隊国軍化に命を賭す覚悟であった。しかし暴動が起きても警視庁機動隊がこれを治め、自衛隊の出る幕はなく、三島と楯の会の面々は歯噛みする。三島の見つめてきた二・二六事件、浅沼稲次郎社会党委員長刺殺事件、安田講堂事件をはじめとする学生運動、戦後の日本とは。そして、1970年（昭和45年）11月25日、三島は楯の会の4人と共に、陸上自衛隊市ヶ谷駐屯地へと向かう。

## 出演者
- 井浦新：三島由紀夫（楯の会隊長）
- 満島真之介：森田必勝（楯の会2代目学生長）
- 岩間天嗣：古賀浩靖（楯の会隊員）
- 永岡佑：小賀正義（同上）
- 鈴之助：小川正洋（同上）
- タモト清嵐：山口二矢（日本社会党委員長・浅沼稲次郎を刺殺した少年）
- 寺島しのぶ：平岡瑤子（三島の妻）
- 渋川清彦：持丸博（楯の会初代学生長）
- 大西信満：倉持清（楯の会隊員）
- 中泉英雄：田中健一（同上）
- 平野勇樹：鶴岡友昭（同上）
- 笠松伴助：中辻和彦（同上）
- 鈴木信二：関河真克（同上。龍笛の奏者。蘭陵王を吹く）
- 橋本一郎：斎藤英俊（日本学生同盟の会員）
- 落合モトキ：遠藤秀明（同上。森田と一緒に貝殻島（北方領土）に渡ろうとする）
- 粕谷佳五 - 楯の会A
- 礒部泰宏 - 楯の会B
- 小橋和之 - 楯の会C
- 小林優斗：上田茂（森田の幼なじみ）
- 韓英恵：上田牧子（同上。茂の姉）
- 篠原勝之：碇井陸将（陸上自衛隊富士学校校長）
- 地曵豪：福岡喬（富士学校教官）
- 辻本一樹：富士学校教官A
- 山岡一：富士学校教官B
- 安藤岳史：自衛官M
- 水上竜士：山本舜勝（陸上自衛隊調査学校情報教育課長）
- 吉澤健：益田兼利陸将（陸上自衛隊東部方面総監部（市ヶ谷駐屯地）総監）
- 増田俊樹：幕僚A
- よこやまよしひろ：幕僚B
- 中沢青六：幕僚C
- 岡部尚：全共闘A
- 森岡龍：全共闘B
- 寺井文孝：全共闘C
- 安田暁：全共闘D
- 藤井由紀：全共闘E
- 安部智凛：全共闘F
- 小林三四郎：舩坂弘（元軍人。三島に日本刀・“関孫六”を譲渡した人物）
- 小倉一郎：田中の父
- 長谷川公彦：徳岡孝夫（記者）

## 製作・エピソード
若松孝二は、前作『キャタピラー』の撮影を終えてから、“次回作は三島由紀夫を撮る”との宣言通り新作を完成させた。
当初は大森南朋が主演ということであったが、若松組常連の井浦新（ARATA）が主演を務めた。2012年（平成24年）初頭にARATAは芸名を本名の「井浦新」に改名したが、そのきっかけとして、本作で三島を演じてその思想を感じ、エンドロールで三島を演じた役者の名前がアルファベットで流れるのは美しくないと考えたことを挙げている。若松は当初「名前を変えたら誰だかわからなくなってお客さんが減る」と反対したが、最終的には井浦のこだわりを意気に感じて了承した。しかし試写で流れたエンドロールはBGMが洋楽だったため井浦はあっけにとられたという。
2011年（平成23年）11月25日、三島由紀夫の命日にあたるこの日に1日限定の特別試写を行なっている。

## スタッフ
- 監督・製作・企画：若松孝二
- 企画協力：鈴木邦男
- プロデューサー：尾崎宗子
- ラインプロデューサー：大友麻子、大日方教史
- 脚本：若松孝二、掛川正幸
- 撮影：辻智彦、満若勇咲
- 助監督：河合由美子、冨永拓輝、山城達郎、山本剛
- 衣裳：宮本まさ江
- 音楽プロデューサー：高護
- 音楽：板橋文夫
- 照明：大久保礼司
- 録音：宋晋瑞
- 編集：坂本久美子
- メイキング：木全哲
- キャスティング：小林良二
- スティール：岡田喜秀